# Ian Bremmer
Ian Arthur Bremmer (n. 12 noiembrie 1969, Boston, Massachusetts, SUA) este un analist politic american și autor care se concentrează pe risc politic global. Este fondatorul și președintele Eurasia Group⁠(d), o firmă de cercetare și consultanță în risc politic având birou principal în New York . De asemenea, este fondator al firmei media digitale GZERO Media .

## Viață personală și educație
Bremmer are origine armeană (din partea bunicii materne), italiană și germană, fiul Mariei J. (născută Scrivano) și Arthur Bremmer. Tatăl său a luptat în Războiul din Coreea și a murit la vârsta de 46 de ani când Bremmer avea patru ani. A crescut în Chelsea, Massachusetts⁠(d), aproape de Boston. Bremmer a urmat Liceul St. Dominic Savio din East Boston. Ulterior, a obținut o licență în relații internaționale, magna cum laude, de la Tulane University⁠(d) în 1989 și un doctorat în științe politice de la Universitatea Stanford în 1994, cu teza „Politica etnică: rușii din Ucraina”.

## Carieră
Bremmer a fondat firma de cercetare și consultanță în risc politic Eurasia Group⁠(d) în 1998 în birourile Institutului de Politici Mondiale din New York. Firma a deschis un birou în Londra în 2000, un birou în Washington, DC în 2005, un birou în Tokyo în 2015, birouri în San Francisco și São Paulo în 2016, și birouri în Brazilia și Singapore în 2017. Inițial concentrată pe piețele emergente, Eurasia Group s-a extins pentru a include economiile de frontieră și dezvoltate și a stabilit practici concentrate pe probleme de geo-tehnologie și energie. Bremmer este co-autor al raportului anual Top Risks al Eurasia Group , o previziune a celor 10 riscuri geopolitice cheie pentru următorul an.

## Operă
Bremmer a publicat 11 cărți. În plus, Bremmer este colaborator pentru afaceri externe și editor-general pentru revista Time și un colaborator pentru Financial Times A-List.
Cartea "Noi versus Ei-eșecul globalismului" a fost tradusă și în română, in 2021, la Editura Corint.